# Sarah Ogoke
Sarah Ogoke (Bronx, 25 giugno 1990) è una cestista statunitense con cittadinanza nigeriana.

## Carriera
Con la Nigeria ha disputato i Campionati mondiali del 2018 e sette edizioni dei Campionati africani (2011, 2013, 2015, 2017, 2019, 2021, 2023).